# Siedah Garrett
Siedah Garrett (Los Angeles, California, 24 de junho de 1960) é uma cantora e compositora norte-americana indicada a um prêmio Oscar. Garrett é lembrada pela sua colaboração com Michael Jackson na canção "I Just Can't Stop Loving You" e por escrever sucessos para Patti Austin, Aretha Franklin e Paula Abdul.
Participou de discos de diversos cantores e bandas, como compositora e/ou cantora. Destaque para o sucesso Don`t Look Any Further do ex membro do Temptations, Dennis Edwards, em 1984.
Foi descoberta pelo produtor Quincy Jones em 1986 depois de escrever, com Glen Ballard, a canção "Man In The Mirror" para o álbum Bad, de Michael Jackson. Posteriormente, em 1987, dividiu vocais com o astro na faixa "I Just Can't Stop Loving You", lançada como primeiro compacto do álbum.
Lançou-se como cantora um ano depois, em 1988, com o álbum Kiss Of Life, o único da breve carreira. Compôs canções de sucesso para Natalie Cole ("As a Matter of Fact"), Patti Austin ("On The Way To Love"), Aretha Franklin ("Mercy"), Vanessa Williams ("Surrender") e Paula Abdul ("State of Attraction").
Cantou na Dangerous World Tour de Michael Jackson como uma de suas backing vocals, e também na canção "I Just Can't Stop Loving You" com o astro, e cantaria na turnê  This Is It (série de 50 shows que ocorreria em 2009/2010, cancelada devido à morte de Michael Jackson).
Em 1997 participou do grupo londrino de Acid Jazz, The Brand New Heavies no álbum Shelter.
Em 2004 percorreu o mundo com Madonna em sua Re-Invention Tour.